# Мяч
Мяч, мя́чик — спортивный снаряд сферической формы, как правило обладающий свойствами упругой деформации. В основном используется в играх и спортивных играх. Мячи бывают полые, сплошные (набивные), могут иметь оперение (стабилизаторы).

## Особенности
Ряд свойств мячей делает их особенно удобными для детских и спортивных игр:
- Отсутствие выступов и мягкость уменьшают травмоопасность.
- Шарообразная форма позволяет легко катиться или лететь в любом направлении на большие расстояния.
- Упругость позволяет мячу отскакивать и подпрыгивать, придавая интерес игре.
- Большой упругий сферический предмет усложняет владение им, его легче отобрать или выбить у соперника.

В некоторых играх используют свойства аэродинамики мячей, закручивая мяч в разные стороны таким образом, чтобы путём использования эффекта Магнуса добиваться искривления траектории его полёта.

## История

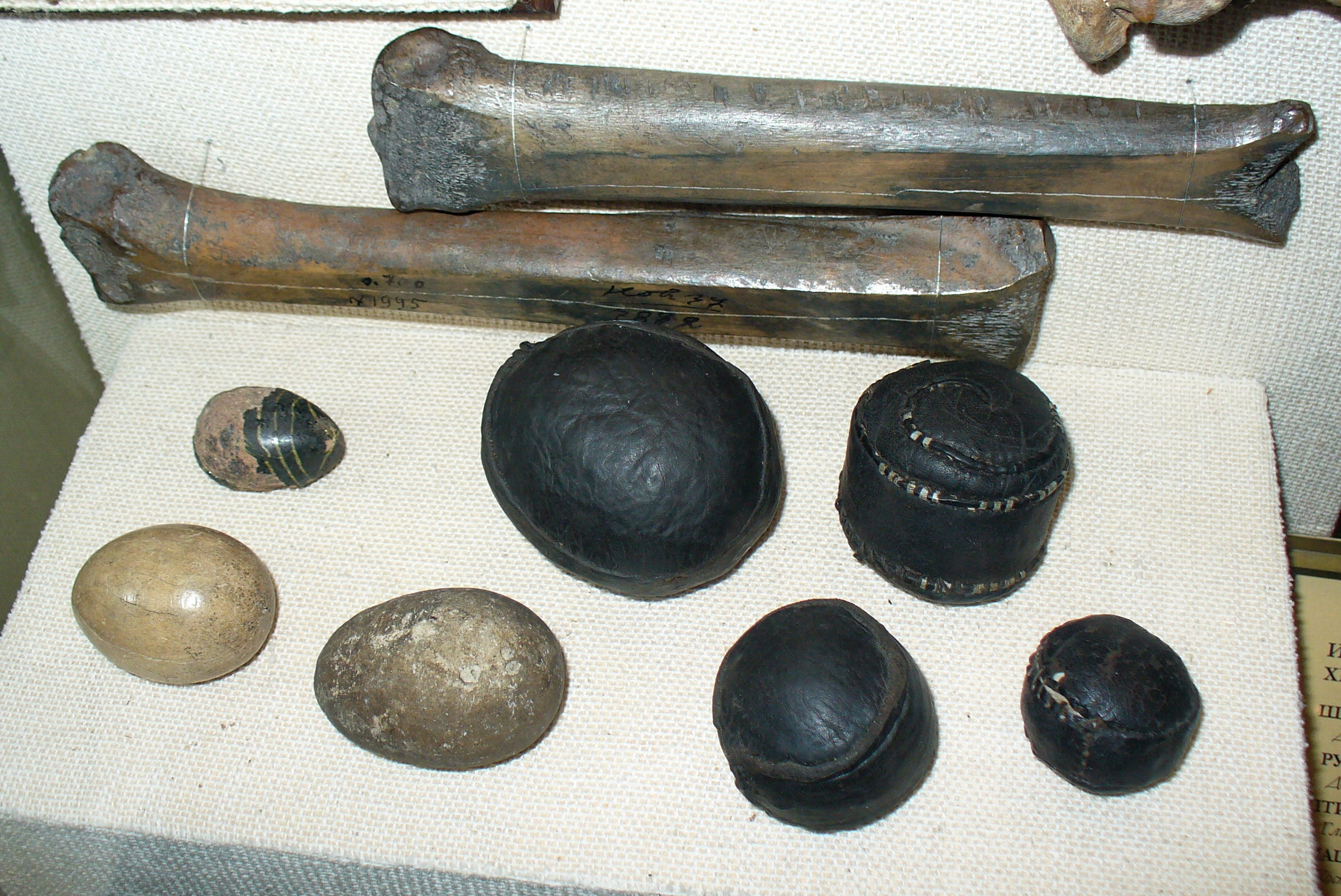
Мячи (кожа) — Новгород, Смоленск, Вщиж, Русь, XII — первая половина XIII веков

Гимнастическая игра с мячом встречалась у разных народов. На древнеегипетских памятниках были изображены человеческие фигуры, играющие с какими-то круглыми телами. У Гомера Навзикая, дочь царя феаков, играет в мяч со своими подругами. Позже у греков эта игра распространилась среди мужчин на всей территории, а в Спарте в мяч играли и девушки. Та же игра, под названием «сферистики» или «сферомахии», составляла особый раздел гимнастики. Различные способы игры соответствовали нынешним. Грекам была известна и игра в два «города» с двумя партиями.
У древних римлян игра в мяч также была одним из любимейших упражнений для старых и молодых. Различались малый игровой мяч (лат. pila), большой надутый воздухом шар (follis) и среднего размера между pila и follis, набитый перьями (paganica). Мяч отбивался кулаком или рукой, причём на правую руку надевали нечто вроде рукавицы. Малый мяч употребляли чаще других. Игру вели datatim или oxpulsim, смотря по тому, бросали ли мяч назад или отбивался дальше. Любимым видом игры являлся trigon, в котором участвовали три партнёра, своей расстановкой составлявшие фигуру треугольника.
В Средние века игра в мяч оставалась весьма распространённой. В некоторых городах устраивали для неё особые помещения и избирали состоявшие на жалованьи руководители игры.
В Новое время игра в мяч стала очень распространена во Франции и Италии, в последней она служила публичным зрелищем и велась иногда особыми обществами. При итальянской игре (giuoco al palla) лапта заменяется деревянной покрышкой, надеваемой на руку.
В Германии в XIX веке были особенно распространены, помимо проникших сюда английских игр с мячом, так называемая «немецкая» игра с небольшим мячом и кидание больших, часто имеющих рукоятку мячей.
Английские игры в мяч чрезвычайно разнообразны для обоих полов. В XIX веке наиболее известными из них были игра в боулз (англ. bowls), рэкетс (racquets), теннис (tennis), футбол (football) и крикет (cricket). Боулз играется на лугах. При игре в рэкетс мяч ударяется деревянной лаптой и летит в стену, от которой должен отскакивать. Для этой игры устраиваются особые корты, прежде существовавшие даже в тюрьмах. Футбол состоит в откидывании громадных мячей ногой.
В России наиболее распространённой в XIX веке игрой в мяч являлась лапта, имеющая много общего с крикетом, но гораздо более простая. Главные её особенности — деление играющих на 2 города, перебеги, поимка мяча, пятнание мячом бегущих.

## Современные игры с мячом
В настоящее время в списке десяти самых популярных видов спорта девять из десяти это игры с мячом: футбол, крикет, теннис, настольный теннис, волейбол, баскетбол, бейсбол, регби, гольф. Мячи в них имеют разные размеры, массу и устройство.

## Разновидности мячей

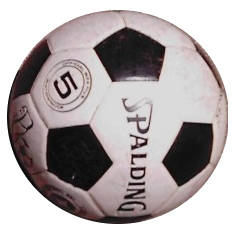
Футбольный мяч
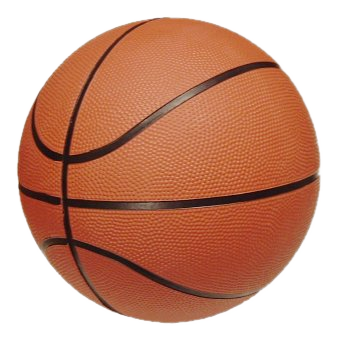
Баскетбольный мяч
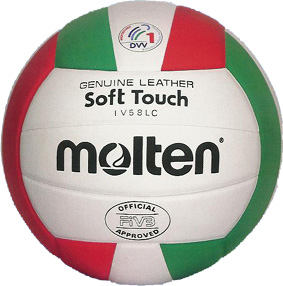
Волейбольный мяч
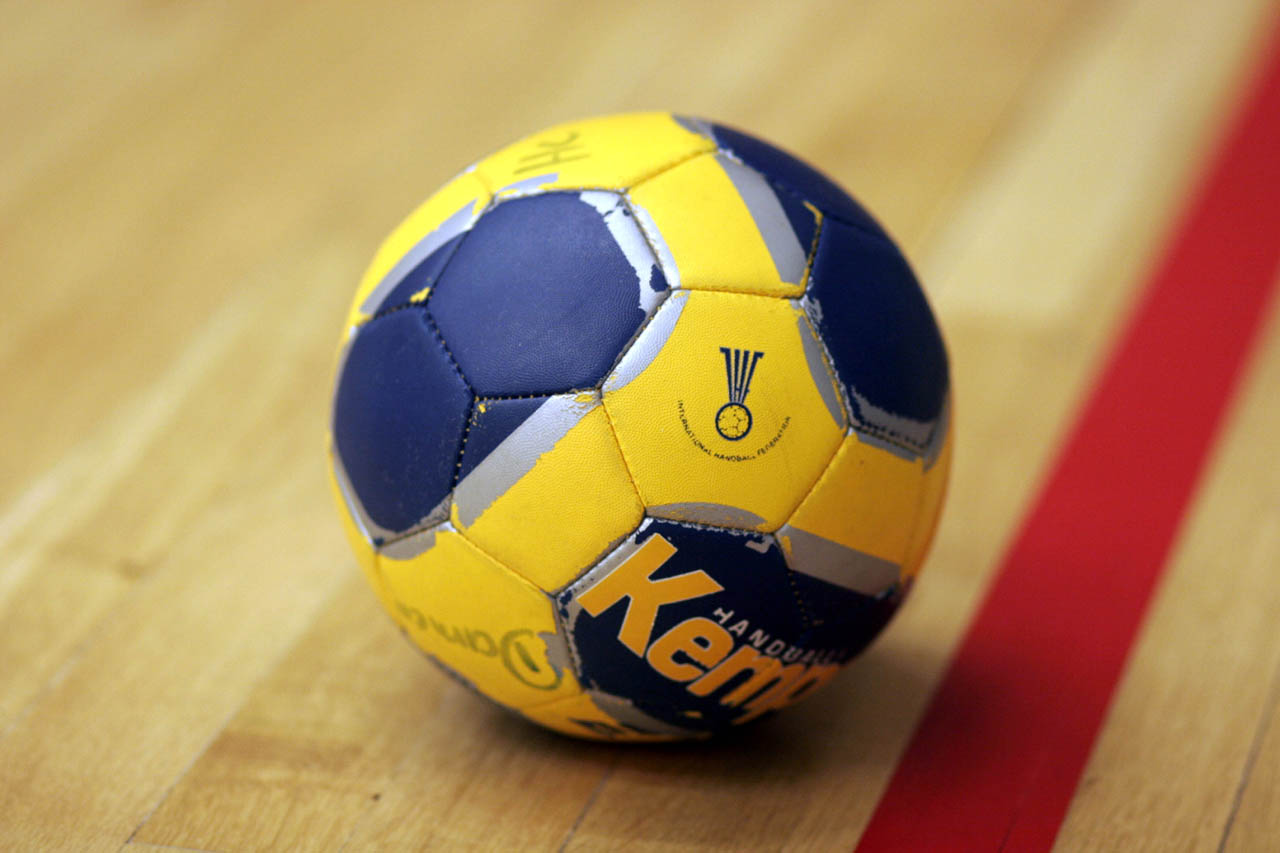
Гандбольный мяч
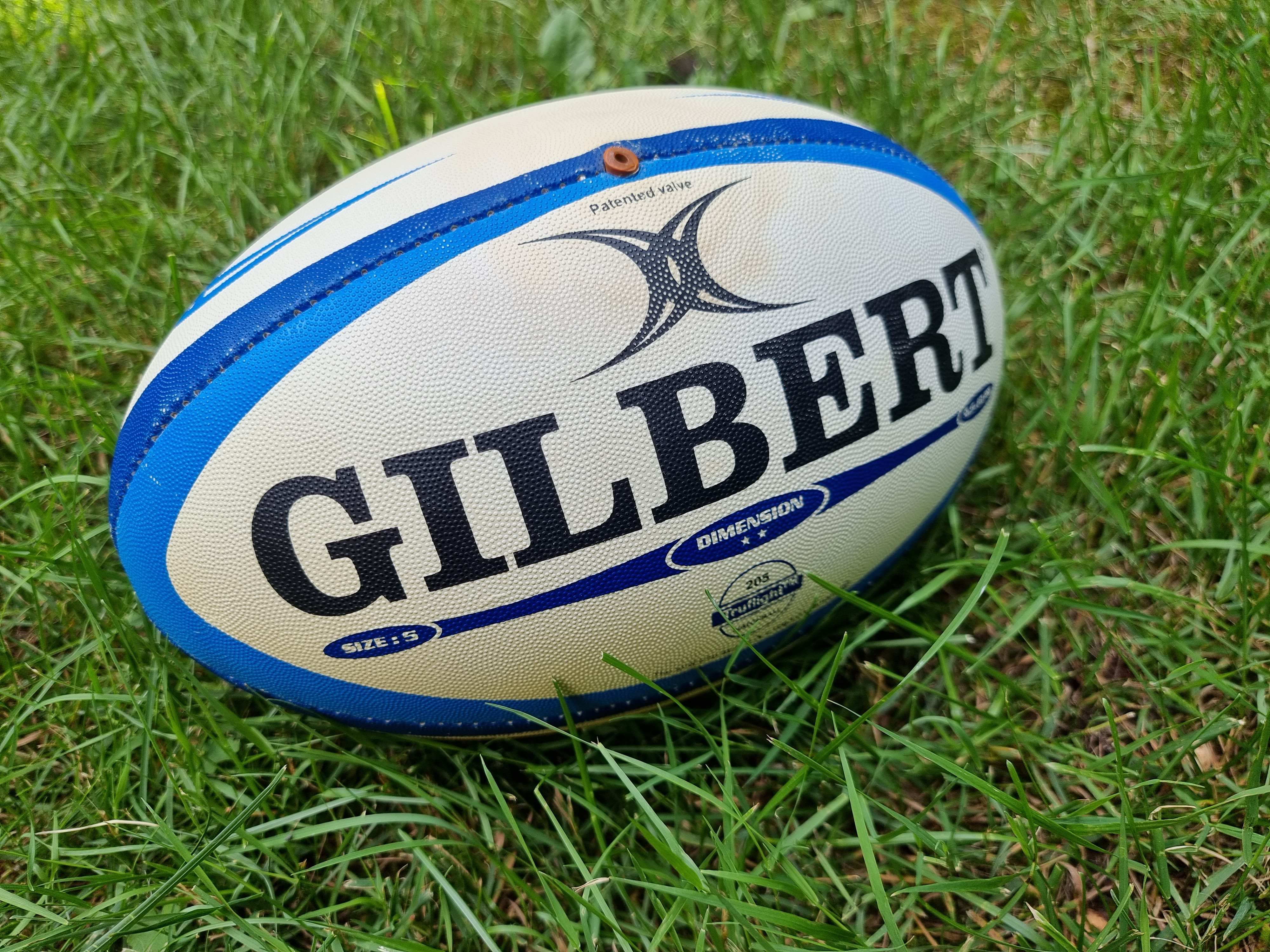
Мяч для регби
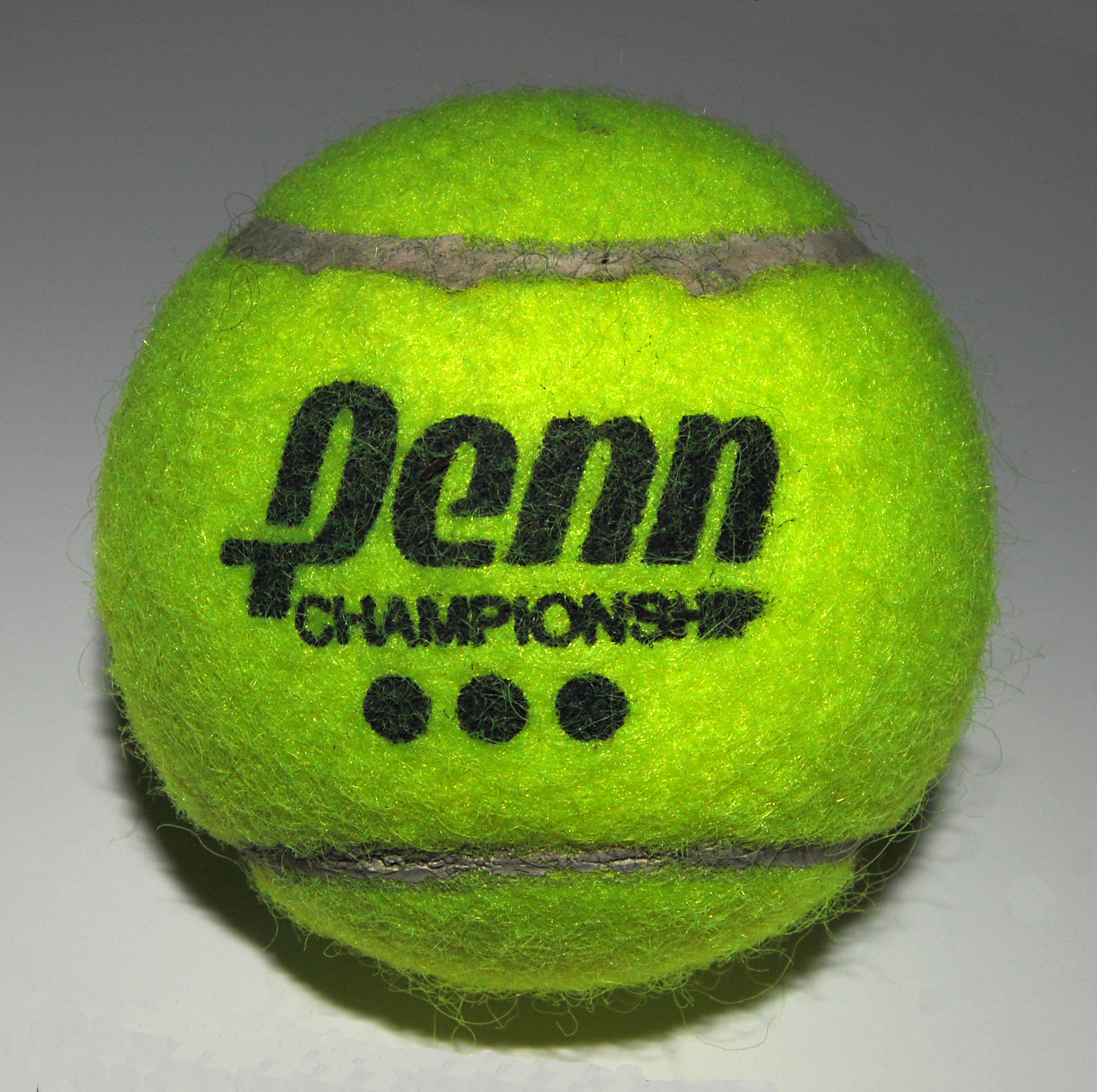
Теннисный мяч
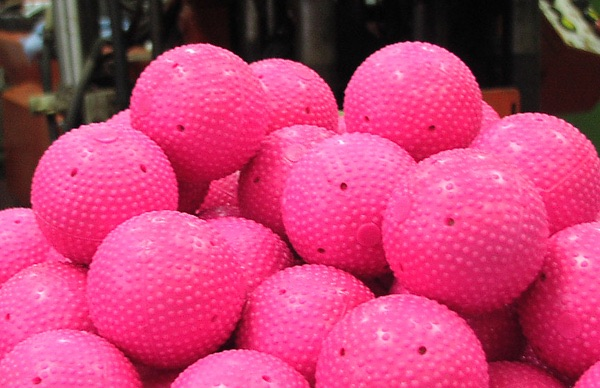
Мячи для хоккея с мячом
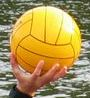
Мяч для водного поло
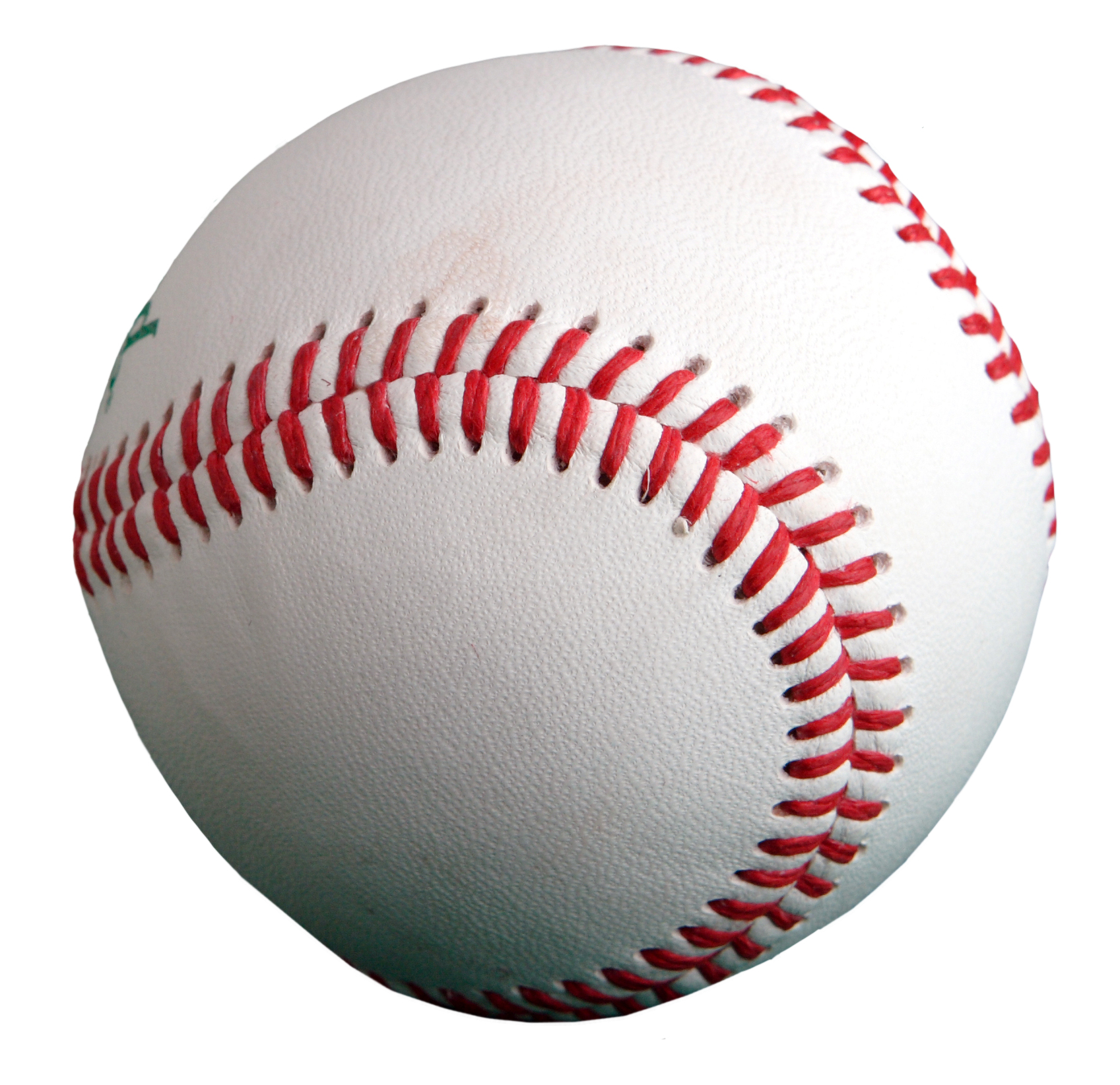
Бейсбольный мяч
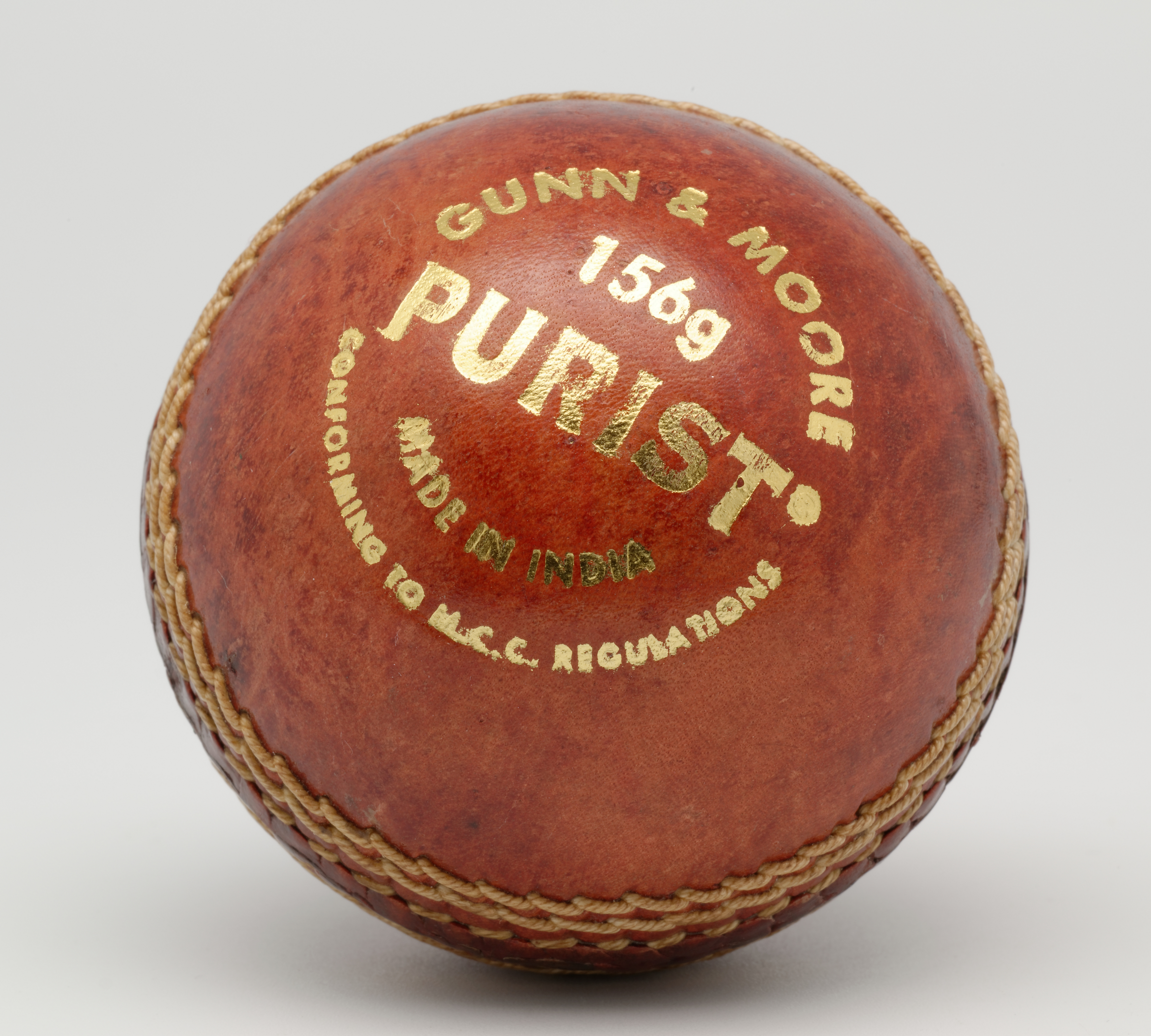
Мяч для крикета
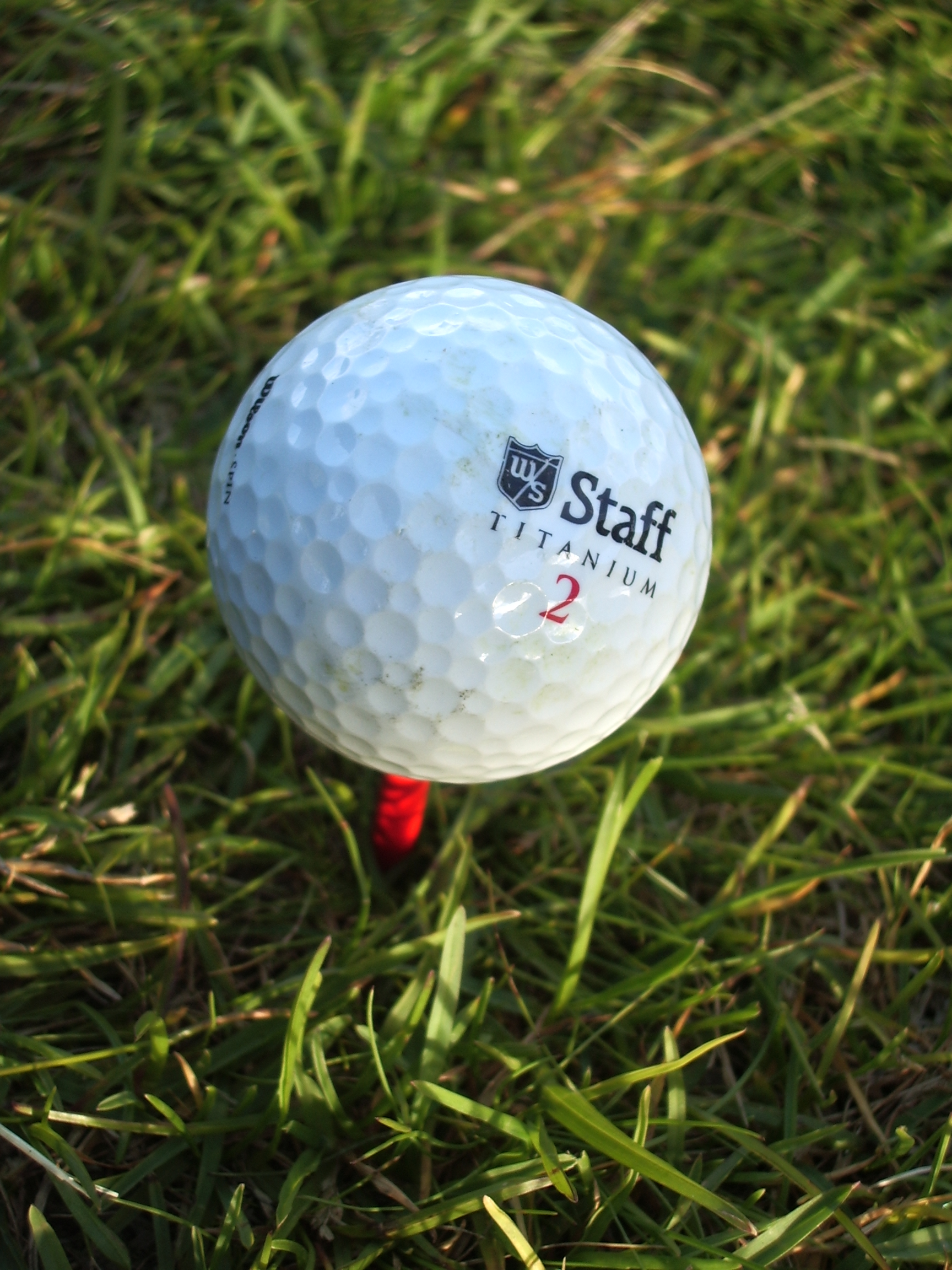
Мяч для гольфа
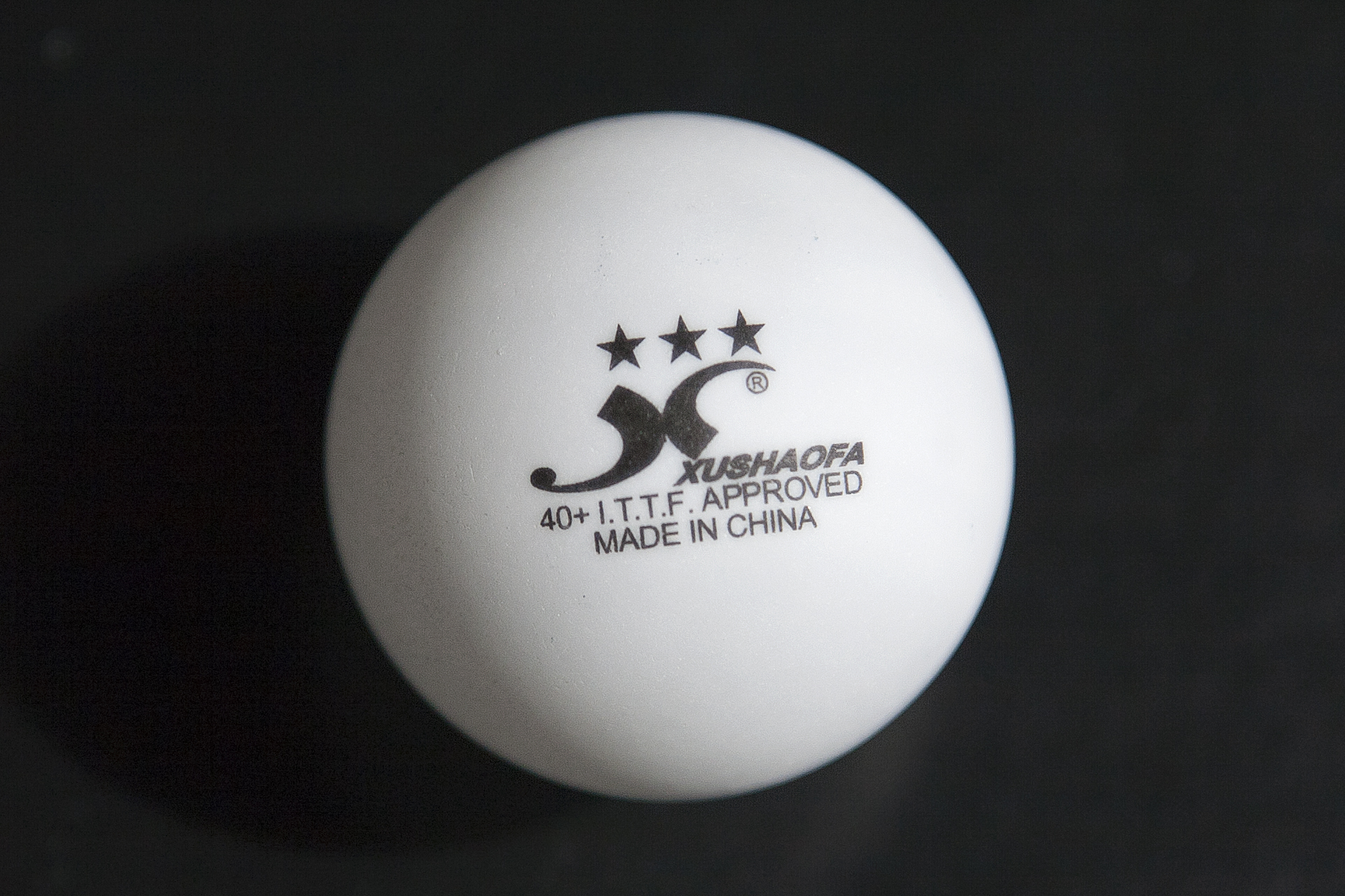
Пластиковый мяч для настольного тенниса